# 일본국 헌법 제4조
일본국 헌법 제4조(일본어: 日本国憲法第4条)은 일본국 헌법 제1장 "천황"의 조문 중 하나이다. 천황의 국사행위, 권능, 국사행위의 위임(임시 대행)에 대해 규정하고 있다.

## 조문
일본국 헌법 제4조
① 천황은 이 헌법이 정한 국사에 관한 행위만을 행하며, 국정에 관한 권능을 가지지 아니한다.
② 천황은 법률이 정하는 바에 의하여 그 국사에 관한 행위를 위임할 수 있다.

## 해설

### 제1항
제1조로 천황의 지위를 "상징적 지위"로 한정한 데 따른 천황에 권능에 대해 규정한 것이다. 일반적으로 천황이 행사하는 국사행위에는 제7조에 규정된 것과 마찬가지로 국정에 대한 권능은 존재하지 않는다. 영연방 국가 등에서는 성문법 또는 헌법적 관행에 대한 규제를 벗어나지 않는 범위 내에서 국가원수에 형식적으로나마 통치권이 일정 부분 인정되는 "재량권"이라는 헌법 개념이 존재하지만, 본 헌법 조항은 천황이 이러한 재량권과 같은 권한조차 갖지 못하도록 규정하고 있다.
일본 제국 헌법에서는 제4조에서 "천황은 통치권을 총람하며, 국정에 관한 다양한 권한을 갖는다"고 규정되어 있었다.

### 제2항
천황이 일시적으로 집무를 행할 수 없는 경우에 천황이 행하는 국사행위를 일시적으로 대행할 수 있다고 규정한 것이다. 헌법상 이와 관한 상세한 사항은 국회의 입법에 위임하고 있으며 "국사행위의 임시 대행에 관한 법률"로 규정하고 있다. 일본국 헌법 제5조에 규정된 섭정은 천황이 미성년 혹은 집무 불능의 상태에 있는 경우에 시행되는 것으로, 일반적인 민법상의 행위 능력에 관한 규정에 대응하는 제도인 본 조에 근거한 임시 대행 제도는 위임 규정이며, 천황의 병 요양 또는 해외 방문의 경우에 쓰인다.
"국사행위의 임시 대행에 관한 법률"은 제2조에서 임시 대행을 두어야 하는 경우로
- 정신·신체 질환, 사고가 있는 경우, 섭정을 두어야 하는 경우, 이외 기타의 경우

로 규정하고 있다.